# Bispiculum inaequale
Bispiculum inaequale är en rundmaskart som beskrevs av Sandra Zervos 1980. Bispiculum inaequale ingår i släktet Bispiculum och familjen Mermithidae. Inga underarter finns listade i Catalogue of Life.